# Véronique Mathieu
Véronique Mathieu este un om politic francez, membru al Parlamentului European în perioada 1999-2004 din partea Franței. 
1. ↑   https://www.vosgesmatin.fr/edition-d-epinal/2017/10/10/l-elue-vosgienne-veronique-mathieu-demissionne-de-la-region Lipsește sau este vid: |title= (ajutor)
2. 1 2  Deputații în Parlamentul European